# Dirk Kuyt
Dirk Kuyt, nizozemski nogometaš in trener, * 22. julij 1980, Katwijk aan Zee, Nizozemska.
Kuyt je nekdanji nogometni napadalec.